# Qualinet
 (avril 2024).
L'article doit être relu — et modifié si nécessaire — par des contributeurs indépendants pour apporter un regard critique aux contributions effectuées en violation des conditions d'utilisation de Wikipédia, tant sur la forme (notamment concernant le style encyclopédique, la proportionnalité) que sur le fond (la neutralité de point de vue, la qualité et l'indépendance des sources).
 (mai 2024).

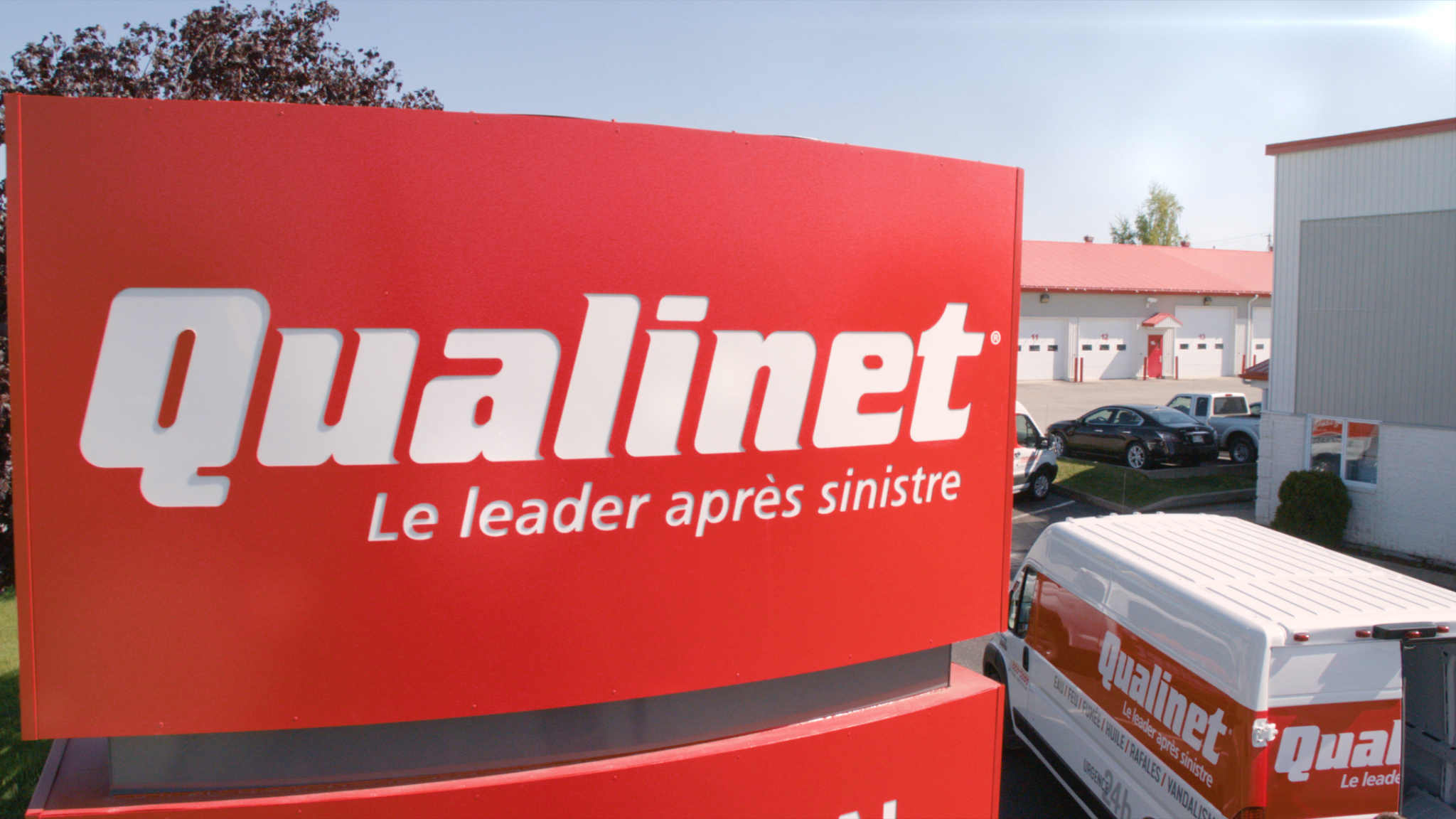
Le siège social de Qualinet au Québec

Qualinet est une marque de commerce employée au Québec par le Groupe Qualinet.
L'entreprise fondée en 1994 par Éric Pichette se spécialise dans le nettoyage après sinistre ainsi que le nettoyage général. Les principaux clients de l'entreprise sont les compagnies d'assurances, les entreprises de toutes tailles, les particuliers ainsi que les gouvernements municipal, provincial et fédéral. Qualinet offre une gamme complète de services dans son champs d'expertise.
L'entreprise connait une croissance soutenue depuis 1994, mais une diversification trop rapide de ses services en 2016 l'oblige à se restructurer pour retrouver la rentabilité.
En 2024, l'entreprise compte 1 500 employés répartis dans 24 succursales qui couvrent virtuellement toutes les régions de la province de Québec. Il s’agit d’un sommet pour le Groupe Qualinet, atteint après des investissements de 5 millions de dollars en 2022 pour l’ajout de succursales additionnelles.
Qualinet est une entreprise active sur le plan marketing. Elle est fortement présente depuis ses débuts dans les médias classiques du Québec et, plus tard, numériques.
À compter de 2020, la pandémie de Covid-19 au Québec est une occasion de croissance . Elle oblige l’entreprise à embaucher plus de 900 employés supplémentaires afin de répondre à la forte demande pour des travaux de décontamination, notamment dans les grands édifices publics. Ce sera aussi une occasion pour elle de développer de nouveaux protocoles de décontamination et de désinfection qui incluent des technologies innovantes.